# Veszprémi Tamás
Veszprémi Tamás (Budapest, 1947–) kémikus.

## Tanulmányai
A Budapesti Műszaki Egyetemen végzett és 1972 óta a BME Szervetlen Kémia tanszék munkatársa.
Dolgozott még a baseli, a heildelbergi, a southampthoni és a tokiói egyetemen.

## Munkássága
Magyarországon ő épített először UV-fotoelektron-spektrométert.

## Díjai, kitüntetései
- 1983-ban kandidátus
- 1993-ban a kémia tudományok doktora lett
- Erdey-díjjal kétszer tüntették ki (1983-ban és 1996-ban)
- 1997-ben Proszt-díjat kapott
- Szent-Györgyi Albert-díj (2005)

## Könyvei
- A kvantumkémia alapjai és alkalmazása ISBN 963-16-2776-4 (2002) (Fehér Miklóssal közösen)
- Általános kémia, Akadémiai Kiadó, 2008, ISBN 978-963-05-8617-7